# All That Matters
«All That Matters» —en español: «Todo lo que importa»— es una canción del cantante canadiense Justin Bieber, incluida en su álbum de recopilación Journals. Fue lanzada el 14 de octubre de 2013 y es la segunda canción de la serie Music Mondays, la anterior había sido «Heartbreaker». Bieber lanzó una canción cada lunes por 10 semanas hasta el 9 de diciembre de 2013.

## Composición y video musical
El vídeo musical de «All That Matters», dirigido por Colin Tilley, fue publicado el 2 de diciembre de 2013. Durante el vídeo Bieber es acariciado varias veces por la modelo Cailin Russo, y también se besan de manera apasionada. En una entrevista en diciembre de 2013, Bieber confirmó que la canción se trata de Selena Gomez, ya que la escribió cuando estaban en un «lugar feliz» de su relación, hasta que se separaron a principios del 2013.

## Posiciones en las listas musicales
| Lista (2013)                       | Mejor posición |
| ---------------------------------- | -------------- |
| Australia (ARIA)                   | 41             |
| Austria (Ö3 Austria Top 40)        | 34             |
| Bélgica (Flandes) (Ultratop 50)    | 19             |
| Bélgica (Valonia) (Ultratop 50)    | 28             |
| Canadá (Canadian Hot 100)          | 14             |
| Dinamarca (Tracklisten)            | 1              |
| España (Top 100 Canciones)         | 16             |
| Estados Unidos (Billboard Hot 100) | 24             |
| Francia (SNEP)                     | 40             |
| Nueva Zelanda (Recorded Music NZ)  | 37             |
| Noruega (VG-lista)                 | 14             |
| Países Bajos (Mega Single Top 100) | 11             |
| Suiza (Schweizer Hitparade)        | 17             |
| Argentina (Argentina Hot 100)      | 17             |